# Barbut cama-roig de Borneo
El barbut cama-roig de Borneo (Caloramphus fuliginosus) és una espècie d'ocell de la família dels megalèmids (Megalaimidae) fins fa poc considerat l'única espècie del gènere Caloramphus.

## Hàbitat i distribució
Aquest ocell habita els boscos humits tropicals i subtropicals de Borneo

## Subespècies
Fins fa poc eren descrites tres subespècies:
- C. f. hayii (Gray JE, 1831). De Sumatra i la Península Malaia.
- C. f. fuliginosus (Temminck, 1830). Del sud i centre de Borneo.
- C. f. tertius Chasen et Kloss, 1929. Del nord de Borneo.

Modernament s'ha proposat hayii com una espècie de ple dret arran els treballs de den Tex et Leonard (2013).